# Diarthrodes dubius
Diarthrodes dubius is een eenoogkreeftjessoort uit de familie van de Dactylopusiidae. De wetenschappelijke naam van de soort is voor het eerst geldig gepubliceerd in 1921 door Brian.